# Epitonium malhaensis
Epitonium malhaensis is een slakkensoort uit de familie van de Epitoniidae. De wetenschappelijke naam van de soort is voor het eerst geldig gepubliceerd in 1894 door Jousseaume.